# Brumunddal
Brumunddal er en by og administrationscenteret i Ringsaker kommune i Innlandet fylke i Norge.  Byen har 10.660(2019) indbyggere og er beliggende ved udløbet af Brumunda-floden på den østlige bred af Mjøsa, 15 kilometer nord for Hamar.